# Annales des Sciences Naturelles (Paris)
Annales des Sciences Naturelles (Paris) (abreviado Ann. Sci. Nat. (Paris)) fue una revista ilustrada con descripciones botánicas que fue editada en París. Se publicaron 30 volúmenes en los años 1824- 1833, con el nombre de Annales des sciences naturelles; comprenant la physiologie animale et végétale, l’anatomie comparée des deux règnes, la zoologie, la botanique, la minéralogue et la géologie. Paris. Fue reemplazada por Annales des Sciences Naturelles; Botanique, sér. 2.